# Multiclavula samuelsii
Multiclavula samuelsii är en lavart som beskrevs av R.H. Petersen 1988. Multiclavula samuelsii ingår i släktet Multiclavula och familjen Clavulinaceae.   Inga underarter finns listade i Catalogue of Life.